# Mexikanischer Präriehund
Der Mexikanische Präriehund (Cynomys mexicanus) ist eine Hörnchenart aus der Gattung der Präriehunde (Cynomys). Er kommt nur in einem begrenzten Gebiet im nordöstlichen Mexiko vor und wird aufgrund des kleinen Verbreitungsgebietes und der Lebensraumverluste durch die Ausbreitung der Landwirtschaft als gefährdet eingestuft.

## Merkmale
Der Mexikanische Präriehund erreicht eine Kopf-Rumpf-Länge von etwa 38,0 bis 44,0 Zentimetern, der Schwanz wird etwa 100 bis 110 Millimeter lang. Er ist damit wie bei allen Präriehunden deutlich kürzer als der restliche Körper, im Vergleich zu anderen Arten der Gattung ist er allerdings relativ lang. Das Gewicht liegt bei etwa 930 bis 1100 Gramm. Die Tiere haben eine einheitliche sandfarbene Fellfarbe mit rosafarbenem Einschlag am Rücken ohne auffällige Zeichnung oder Fleckung, der Kopf ist in der Regel etwas dunkler mit sandfarbenen Flecken an der Schnauzenregion. Der Bauch ist gelblich braun bis sandfarben und dunkelbraunen bis schwarzen Anteilen. Die Ohren sind sehr klein und liegen am Kopf an. Der Schwanz ist in der vorderen Hälfte sandfarben, in der hinteren Hälfte dunkler mit schwarzer Spitze.

## Verbreitung
Der Mexikanische Präriehund kommt in einem Gebiet von weniger als 800 km2 (nach IUCN weniger als 600 km2) im nordöstlichen Mexiko im Grenzgebiet der Bundesstaaten Coahuila und San Luis Potosí vor, eventuell gibt es noch weitere Vorkommen in den angrenzenden Gebieten von Zacatecas und Nuevo León.

## Lebensweise
Der Mexikanische Präriehund ist tagaktiv und lebt vor allem in offenen Steppengebieten der Becken und Plateaus in Höhen von 1600 bis 2000 Metern. Er lebt auf gut durchwässerten Böden mit Gras und Kräuterwuchs, die in der Regel durch Trockengebiete und landwirtschaftlich genutzte Flächen fragmentiert sind. Die Tiere finden sich auch in Weideflächen oder in ehemaligen Feldern, die durch die Beweidung mit Ziegen versteppt wurden.
Die Tiere sind herbivor und die Nahrung besteht wie bei anderen Erdhörnchen vor allem aus verschiedenen Pflanzenteilen wie Gräsern, Blättern und Samen der vorkommenden Pflanzen. Die Tiere leben wie andere Erdhörnchen am Boden und in unterirdischen Bauen. Sie halten keinen Winterschlaf und verbringen die Nacht in ihren Bauen, die in der Regel mit Pflanzenmaterial ausgelegt sind. Die Ausgänge der Baue sind durch flache Hügel mit Auswurfmaterial im Radius von einem bis zwei Metern erkennbar. Mexikanische Präriehunde sind sozial und leben in Kolonien, die häufig aus einem bis zwei ausgewachsenen Männchen, einem bis vier ausgewachsenen Weibchen sowie deren nicht geschlechtsreifen Jungtiere des aktuellen und des Vorjahres bestehen. Untereinander pflegen die Tiere engen Körperkontakt, sie begrüßen sich durch das Aneinanderreiben der Wangen und das gegenseitige Beriechen im Analbereich und an den Duftdrüsen, zudem groomen sich die Tiere gegenseitig und spielen miteinander. Zwischen den ausgewachsenen Tieren kommt es zudem zu häufigen Konflikten um Territorien, die in kurzen Kämpfen und Drohgebärden ausgetragen werden. Tiere beiderlei Geschlechts bewachen darüber hinaus die Kolonie, indem sie auf den Hinterbeinen sitzend eine erhöhte Beobachtungsposition einnehmen und die Kolonie bei potenzieller Gefahr durch Rufe warnen. Neben diesem gebrauchen die Tiere einen weiteren Ruf, der Zufriedenheit ausdrückt.
Die Paarungszeit der Tiere reicht wahrscheinlich vom Januar bis zum späten April, wobei die Männchen von Dezember bis zum Juli paarungsbereit sind und in diesem Zeitraum außen liegende Hoden haben. Die Weibchen bekommen nur einmal im Jahr Nachwuchs und die Jungtiere werden nach einer Tragzeit von etwa 30 bis 35 Tagen im unterirdischen Nest geboren, dabei besteht ein Wurf aus durchschnittlich vier Jungtieren. Die Jungtiere werden über einen Zeitraum von 21 bis 23 Tage gestillt und vom Ende April bis Ende Mai entwöhnt. In dieser Zeit verteidigen die Weibchen den eigenen Bau gegen männliche Tiere, wodurch vielleicht ein möglicher Infantizid verhindert wird; dokumentiert sind diese Tötungen der Jungtiere allerdings bislang nicht. Die Jungtiere bleiben in der Kolonie, geschlechtsreife Tiere verlassen die Kolonie im zweiten Lebensjahr.
Die wichtigsten Fressfeinde sind verschiedene Raubtiere wie der Silberdachs (Taxidea taxus), der Kojote (Canius latrans) und der Kitfuchs (Vulpes macrotis), außerdem Greifvögel und größere Klapperschlangen, die vor allem Jungtiere erbeuten.

## Systematik
Der Mexikanische Präriehund wird als eigenständige Art innerhalb der Gattung der Präriehunde (Cynomys) eingeordnet, die aus fünf Arten besteht. Die wissenschaftliche Erstbeschreibung stammt von dem amerikanischen Zoologen Clinton Hart Merriam aus dem Jahr 1892. Er führte sie anhand von Individuen aus La Ventura im Bundesstaat Coahuila durch.
Innerhalb der Art werden neben der Nominatform keine weiteren Unterarten unterschieden.

## Status, Bedrohung und Schutz
Der Mexikanische Präriehund wird von der International Union for Conservation of Nature and Natural Resources (IUCN) als stark gefährdet (Endangered, EN) eingeordnet. Begründet wird dies durch das sehr kleine Verbreitungsgebiet von weniger als 600 km2 sowie den stark fragmentierten Lebensraum. Die Bestände sind rückläufig und auch die Anzahl und Fläche der verfügbaren Lebensräume und deren Qualität nehmen ab. Die größten Gefährdungen gehen dabei von der Umwandlung der Lebensräume in landwirtschaftliche Anbauflächen und Weideland aus. Zahlreiche Kolonien wurden zudem durch Vergiftung zerstört, da die Tiere als Schädlinge und Konkurrenten für die Viehhaltung betrachtet wurden. Die Art wird als sehr selten beschrieben und hat in den letzten etwa 150 Jahren mindestens 65 Prozent der nutzbaren Lebensräume verloren. In Zapatecas wird der Präriehund als ausgestorben betrachtet und auch in San Luis Potosí geht man von einem extremen Einbruch der Populationen durch Lebensraumverluste und die Austrocknung verfügbarer Habitate durch die Wasserentnahme für Bewässerungen der landwirtschaftlichen Flächen aus.

## Belege
1. 1 2 3 4 5 6 7 8 9 10 11  Richard W. Thorington Jr., John L. Koprowski, Michael A. Steele: Squirrels of the World. Johns Hopkins University Press, Baltimore MD 2012, ISBN 978-1-4214-0469-1, S. 265–266.
2. 1 2 3 4 5  Urocitellus mollis in der Roten Liste gefährdeter Arten der IUCN 2016.1. Eingestellt von: G. Hammerson, 2008. Abgerufen am 20. August 2016.
3. ↑  Gerardo Cebellos-G., Don E. Wilson: Cynomys mexicanus. Mammalian Species 248, 1985, S. 1–3 (Volltext (Memento vom 15. März 2016 im Internet Archive)).
4. 1 2  Cynomys (Cynomus) mexicanus. In: Don E. Wilson, DeeAnn M. Reeder (Hrsg.): Mammal Species of the World. A taxonomic and geographic Reference. 2 Bände. 3. Auflage. Johns Hopkins University Press, Baltimore MD 2005, ISBN 0-8018-8221-4.